# Aggregat 12
Aggregat 12 (kurz: A12) war die Bezeichnung eines deutschen Raketenprojekts im Zweiten Weltkrieg sowie einer Raketenstufe. Die Aggregat 12 sollte als Startstufe in Verbindung mit der Aggregat 11 und der Aggregat 10 einen Raumtransporter bilden, der bis zu 10 Tonnen in den erdnahen Orbit bringen und über Tragflächen verfügen sollte. Das Projekt kam über Gedankenspiele nicht hinaus. Der ganze mehrstufige Raumtransporter sollte eine Startmasse von 3500 Tonnen, einen Startschub von 10.000.000 kgf, einen Durchmesser von 11 m und eine Spannweite von 23 m haben.
Die Aggregat 12 als Startstufe hätte mit einer Länge von 33 m in etwa der Startstufe der Saturn-Rakete entsprochen.